# Takahiro Sekine
Takahiro Sekine (japanisch 関根 貴大 Sekine Takahiro; * 19. April 1995 in Tsurugashima) ist ein japanischer Fußballspieler.

## Karriere

### Verein
Sekine wurde bei den Urawa Red Diamonds ausgebildet und absolvierte für die Mannschaft als Profi über 100 Ligaspiele. Am 20. August 2017 gab er nach einem Wechsel nach Deutschland sein Debüt für den FC Ingolstadt 04, als er im Zweitligaspiel gegen den SSV Jahn Regensburg in der 61. Minute eingewechselt wurde. Der FCI unterlag am Ende mit 2:4; es sollte sein einziges Spiel für die Ingolstädter Profis bleiben.
Nach einer Leihe zur belgischen VV St. Truiden in der Saison 2018/19 kehrte der Mittelfeldspieler nicht mehr nach Ingolstadt zurück und wurde an seinen alten Verein, die Urawa Red Diamonds, verkauft.  Am 19. Dezember 2021 stand er mit dem Klub im Endspiel des Kaiserpokals, dass man mit 2:1 gegen Ōita Trinita gewann. 2022 gewann er mit den Urawa Red Diamonds den japanischen Supercup. Das Spiel gegen den Meister von 2021, Kawasaki Frontale, gewann man am 12. Februar durch zwei Tore von Ataru Esaka mit 2:0.

### Nationalmannschaft
Für die japanische U-20 absolvierte Sekine im Jahr 2016 vier und für die U-23 ein Länderspiel.

## Erfolge
Urawa Red Diamonds
- AFC-Champions-League-Sieger: 2017
- Japanischer Ligapokalsieger: 2016
- Japanischer Pokalsieger: 2021
- Japanischer Supercup-Sieger: 2022